# Сябуяха (приток Нерояхи)
Сябуяха (устар. Сябу-Яха) — река в Надымском районе Ямало-Ненецкого АО. Устье реки находится на 1-м км левого берега реки Нерояха. Длина реки составляет 20 км.

## Данные водного реестра
По данным государственного водного реестра России относится к Нижнеобскому бассейновому округу, водохозяйственный участок реки — Обь от города Салехард и до устья, речной подбассейн реки — бассейны притоков Оби ниже впадения Северной Сосьвы. Речной бассейн реки — (Нижняя) Обь от впадения Иртыша.